# Bubach am Forst
Bubach am Forst ist ein Weiler mit Kirche in der Gemeinde Holzheim am Forst im Landkreis Regensburg in Bayern. Bubach am Forst war bis 1978 Sitz der gleichnamigen Gemeinde.

## Geschichte
Die katholische Expositurkirche St. Peter und Paul ist im Kern romanisch, der Chor stammt aus der zweiten Hälfte des 15. Jahrhunderts. Umbauten erfolgten im Barock, 1890 wurde die Kirche letztmals vergrößert.
Die Gemeinde Bubach am Forst entstand mit dem bayerischen Gemeindeedikt von 1818 und umfasste die Orte Bubach a.Forst, Brunoder, Dornau, Geisenthal, Haslach, Hubhof, Irnhüll, Oedenholz, Traidenloh, Trischlberg, Unterbrunn und Widlthal. Bis zum 30. September 1929 gehörte die Gemeinde zum Bezirksamt Stadtamhof.
Schönleiten, Ganglhof, Irlbründl, Kürnberg, Mettenbach, Neuried, Oberhub, Preischlgut, Richterskeller, Schnepfenberg, Unterhub und Wasa kamen am 1. Januar 1971 von der Gemeinde Schönleiten zur Gemeinde Bubach am Forst. Dazu kamen Buchenlohe, Dirnberg, Ellmau, Hohenwarth und Reingrub aus der aufgelösten Gemeinde Buchenlohe.
Am 1. Januar 1978 wurden unter Auflösung der Gemeinde Bubach am Forst die ehemaligen Ortsteile von Schönleiten und Buchenlohe nach Regenstauf eingemeindet. Die restlichen Teile der Gemeinde Bubach am Forst mit dem Ort selbst kamen an Holzheim am Forst.